# Love Like Blood
Love Like Blood war eine Band, die 1988 in Geislingen an der Steige gegründet wurde. Stilistisch ließ sich die Band zunächst dem Gothic Rock zuordnen. In der Mitte der 1990er Jahre erfolgte mit dem vierten Werk Exposure ein stilistischer Wechsel in Richtung Gothic Metal. 

## Bandgeschichte

### Die frühen Jahre
1988 gründeten einige Schüler die Band Love Like Blood, die sich nach dem gleichnamigen Lied der englischen Band Killing Joke benannte. Zur Urbesetzung gehörten Gunnar Eysel (Bass), Peter Büchele (Gitarre), Jochen Schmid (Schlagzeug) und Predrag „Gonzo“ Vulin (Gesang). Auf früheren Demo-Aufnahmen orientierte sich der Gesang Vulins stark an der Stimme von Ian Curtis, dem Sänger der englischen Band Joy Division.
Vulin verließ die Band und wurde durch Jörg „Yorck“ Eysel ersetzt. Im Jahr 1989 erschien auf dem band-eigenen Label Deathwish Office die 4-Track Debüt-EP „Sinister Dawn“. Die Band hatte Auftritte unter anderem mit Bands wie The Rose of Avalanche, Arts and Decay und Girls Under Glass.
1990 erschien die LP „Flags of Revolution“. 1990 stieg Gitarrist Büchele aus und wurde durch Stephen Noschilla (Gitarre, Keyboards) ersetzt. Im Oktober und November desselben Jahres gingen Love Like Blood auf Deutschland-Tournee. 
Ende Januar 1991 nahm die Band die Mini-LP „Ecstasy“ auf. Auf der im Frühjahr folgenden „Ecstasy“-Tour wurde als weiteres Bandmitglied der Gitarrist Hans-Jörg „Ali“ Greiner aufgenommen. Anschließend gaben Love Like Blood Konzerte mit Künstlern wie Red Lorry Yellow Lorry, M. Walking on the Water und Das Ich.

### Hinwendung zum Hard Rock
Im Sommer 1991 verließen Noschilla und Greiner die Band. Sie wurden durch Mark Wheeler (Gitarre) ersetzt, der – musikalisch beeinflusst durch Gruppen wie Queen, Yes und Led Zeppelin – den Sound von Love Like Blood entscheidend prägte. Mit Love Like Blood spielte er 1992 die Maxi „Kiss & Tell“, die den klassischen Gothic Rock zunächst fortführte, und das Album „An Irony of Fate“ ein, das bereits verstärkt Hard-Rock-Elemente aufwies. „An Irony of Fate“ erschien als erste Veröffentlichung nicht mehr via Deathwish Office, sondern über Rebel Records/SPV.
Im Jahr 1993 spielte die Band das Album „Odyssee“ ein. Kurz nach dessen Veröffentlichung verließ Wheeler die Band. Sein Nachfolger wurde Colin Hughes (Gitarre). Mit ihm nahm die Band das Album „Exposure“ auf.

### Hinwendung zum Gothic Metal
Nachdem sich Love Like Blood bereits mit dem zweiten Album „An Irony of Fate“ vom traditionellen Gothic Rock entfernten, folgte 1995 mit dem Album „Exposure“ eine deutliche Hinwendung zum Gothic Metal.
1997 veröffentlichte die Band die Maxi-CD „Taste of Damocles“. Colin Hughes (Gitarre) sowie das Gründungsmitglied Jochen „Joxx“ Schmid (Schlagzeug) waren dabei nicht mehr als Musiker vertreten.
1998 feierte die Band ihr zehnjähriges Bestehen mit der Veröffentlichung einer EP mit dem Titel „The Love Like Blood EP“, auf der als Coverversion das den Bandnamen gebende Stück der Post-Punk-Band Killing Joke aufgenommen wurde. Ferner wechselte die Band zum Plattenlabel Hall of Sermon. Im selben Jahr folgte das Album „Snakekiller“. Es enthält alle Stücke der EP „The Love Like Blood EP“. An den Aufnahmen des Albums waren die Schlagzeuger AC (Lacrimosa) und Ed Warby (Gorefest) sowie der Gitarrist Frank Schwer von Silke Bischoff beteiligt. Für die Produktion zeichnete Peter Tägtgren verantwortlich.
Im Jahr 2000 wurde in England das Album „Enslaved + Condemned“ aufgenommen. Mit den Eysel-Brüdern musizierten ab diesem Zeitpunkt Timo Deininger (Gitarre), Alex Schädler (Gitarre) und Al Sauer (Schlagzeug). Auf dem Album „Chronology of a Love Affair“ (2001) wurden neben dem eigenen Song „Injustice“ 15 Lieder anderer Bands aus zwei Jahrzehnten Rock- und Metal-Musik interpretiert.
Nach über zehn Jahren Pause gab die Band am 9. Juni 2011 ihr offizielles Abschiedskonzert im Rahmen des Wave-Gotik-Treffens in Leipzig.

## Diskografie

### Alben
- 1990: Flags of Revolution
- 1992: An Irony of Fate
- 1992: Sinister Dawn/Ecstasy
- 1994: Odyssee
- 1995: Exposure
- 1997: Swordlilies – The Decade of Love Like Blood
- 1998: Snakekiller
- 2000: Enslaved + Condemned
- 2001: Chronology of a Love Affair

### Singles und EPs
- 1988: Anthology of an Agony (Demo)
- 1989: Sinister Dawn
- 1991: Ecstasy
- 1992: Kiss & Tell
- 1992: Demimondes
- 1993: Flood of Love
- 1993: Heroes
- 1993: Stormy Visions
- 1997: Taste of Damocles (Promo)
- 1998: The Love Like Blood EP
- 2000: Love Kills (Promo)